# سیبک (فریدون‌شهر)
سیبک، روستایی از توابع بخش مرکزی شهرستان فریدون‌شهر در استان اصفهان ایران است.
این روستا مرکز دهستان چشمه لنگان است و براساس سرشماری مرکز آمار ایران در سال ۱۳۸۵، جمعیت آن ۱٬۳۹۴ نفر (۳۲۹خانوار) بوده‌است.

## تاریخچه
پس از حملهٔ کریم خان زند به گرجی‌های فریدون‌شهر، بخشی از ساکنان آن به روستاهای «سیبک»، «چقیورت» و «نهضت‌آباد» مهاجرت کردند.
و بنیادگذاران فریدون‌شهر، از اسرای گرجی‌تبار زمان شاه عباس اول هستند که توسط خود او از گرجستان به ایران تبعید شدند و به دستور او عده‌ای از جنگاوران آن‌ها جهت حفظ منطقهٔ فریدن و همچنین پایتخت (اصفهان) از حملات اقوام لر و کرد در فریدن ساکن شدند.

## وجه تسمیه
گرجی‌های اولیه که به این محل وارد شدند آن را به یاد ناحیه‌ای بسیار زیبا در گرجستان، واشلوانی نامیدند. واشلووانی ناحیه‌ای در کارتلی است. بعدها این نام از گرجی به فارسی ترجمه شد و واشلووانی (جایی که درختان سیب زیادی دارد) به سیبک مبدل گردید.

## مردم
مردم سیبک (به‌طور کلی گرجیان فریدن) به دلیل همزیستی با اقوام دیگر (ارمنی، ترک، لر) به تدریج و طی سالیان دراز، از فرهنگ پیشینیان خود (فرهنگ گرجی) دور شده‌اند و دارای پوشش محلی یا آداب و رسوم خاصی نیستند.
مانند بقیهٔ آبادی‌های فریدن تمامی مردم سیبک «شیعه اثنی عشری» هستند.
گرجی‌های سیبک تماماً به گویش فریدنی زبان گرجی صحبت می‌کنند که حاصل نسخ زبانی است که چهارصد سال پیش بدان تکلم می‌شده و با زبان گرجی معاصر (زبان رسمی جمهوری گرجستان) متفاوت است.

## مشاهیر

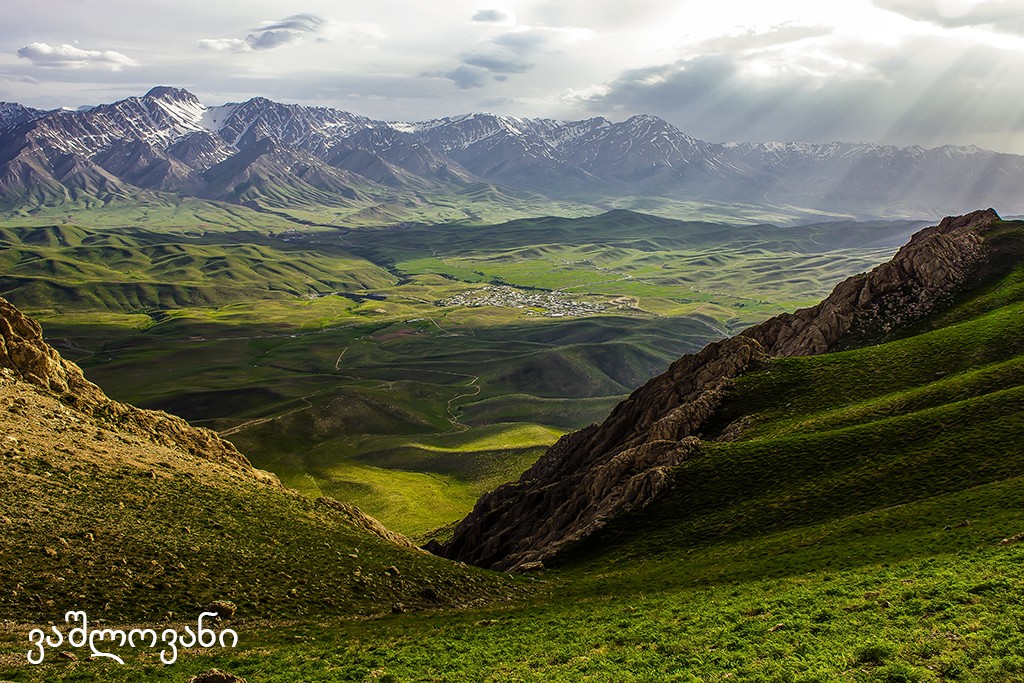
دورنمایی سیبک از سمت کوه تاتاراشویلی

از اهالی مشهور سیبک می‌توان محمود کریمی سیبکی (بازیکن سابق فوتبال) و علی خودسیانی (کارگردان) را نام برد.